# 瓦德河 (俄罗斯)
瓦德河（羅馬化：Vad），又称大瓦德河（Большой Вад），是俄羅斯的河流，屬於莫克沙河的左支流，流经该国的奔萨州、莫爾多瓦共和國和梁赞州，河道全長222公里，流域面積約6,500平方公里，發源自伏爾加高地。